# Rogowiec (skała)

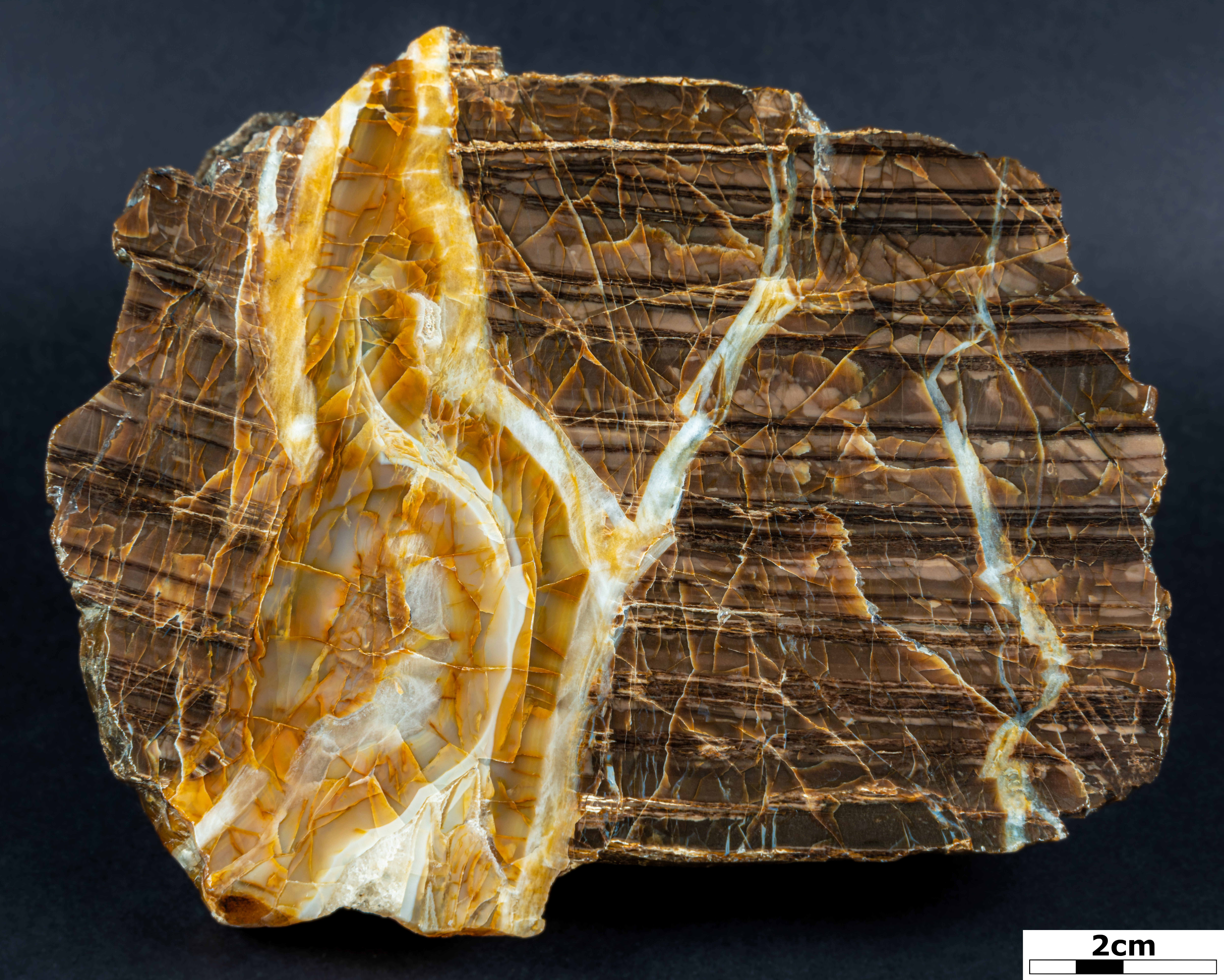
Rogowiec z agatem

Rogowiec to skała krzemionkowa tworząca warstwy.
Skała osadowa pochodzenia chemicznego, występująca w postaci warstw o niewielkiej grubości. Rogowiec zbudowany jest z krzemionki o strukturze bezpostaciowej lub skrytokrystalicznej – najczęściej w postaci chalcedonu. Zwięzły i twardy, o barwie szarej lub brunatnej. W Polsce występuje głównie na obszarze Karpat fliszowych, lokalnie w Górach Świętokrzyskich i innych miejscach w masywach skał osadowych przedczwartorzędowych. Stosowany jako surowiec do produkcji materiałów ogniotrwałych.